# Хмылов, Калин Трофимович
Калин Трофимович Хмылов (24 июля 1909, Ваганово, Грязовецкий уезд, Вологодская губерния - январь 1955) -  советский военачальник, полковник (1 июня 1943) генерал-майор танковых войск (3 августа 1953),  участник Великой Отечественной войны.

## Биография
В мае 1931 был призван в ряды Рабоче-крестьянской Красной армии и служил в 1 Ленинградской артиллерийской школе им. Красного Октября.
В апреле 1938 года он занимал должность помощника начальника штаба 1 танкового батальона 11 отдельной танковой бригады. В 1939 году проходил курсы в  Военной академии механизации и моторизации им. И. В. Сталина.
В апреле 1942 году, будучи капитаном, Хмылов был назначен начальником штаба 70 танковой бригады 5 танкового корпуса.
В должности полковника, с 1 июня 1943 года, он служил начальником оперативного отдела в штабе 5 танкового корпуса  и принимал участие в боевых действиях. За удачное распределение частей на поле боя был награжден орденом Красного Знамени.  Во время сражения, в марте 1944 года, был тяжело ранен.
В августе 1944 года занимал должность заместителя начальника штаба 4 танковой армии, а затем в январе 1945 года был назначен начальником штаба 61 танковой бригады 10 гвардейского танкового корпуса.
5 марта 1945 года  был назначен заместителем начальника штаба 4 гвардейской танковой армии.